# J. Edgar Hoover
John Edgar Hoover, (Washington, D.C., 1. siječnja, 1895. – Washington, D.C., 2. svibnja 1972.) bio je direktor organizacije The Bureau of Investigation, koja je 1935. promijenila naziv u "Federal Bureau of Investigation," FBI. Po zanimanju je bio pravnik koji je završio studij na George Washington University.
J. Edgar Hoover bio je direktor FBI-a 48 godina: od 10. svibnja 1924. sve do svoje smrti 1972. Tijekom svog mandata direktora FBI-a radio je pod osam američkih predsjednika. Nitko se nikada nije usuđivao izazivati Hoovera, pošto je on imao kompromitirajući materijal o svim američkim političarima. Tvrdilo se da je Hoover kod kuće držao tajne akte o svim poznatijim američkim političarima.
Hoover je prelazio preko granica svojih ovlasti, optuživan za ucjene poznatih osoba u politici, vojsci, velikim poduzećima i da je koristio za nepuštene političke progone. Hooverov COINTELPRO- program radio je po uzoru na mafijaške metode pokušavajući razbiti grupacije: Socialist Workers Party, Ku Klux Klan, Black Panthers Party, Nation of Islam, Southern Christian Leadership Conference.
Špekuliralo se da je Hoover bio homoseksualac i da je mafija u SADu posjedovala pornografske slike njega i njegovog najbližeg suradnika Clydea Tolsona, u homoseksualnom činu, što je rezultiralo u Hooverovom protivljenju da se FBI bori protiv organiziranog kriminala. Sumnje o Hooverovoj seksualnoj orijentaciji i vezi s Tolsonom potječu iz činjenice da su obojica bili neženje i da je Hoover živio kod svoje majke do njene smrti, kada je on bio star 43 godine. Sve ove špekulacije nisu nikad potvrđene.
Hoovera na mjestu FBI direktora zamjenjuje L. Patrick Gray.